# OVER (JOKERのアルバム)
『OVER』（オーヴァー）は、JOKERの1枚目のアルバムである。

## 概要
- CD＋DVD(1)・CD＋DVD(2)・CD Only盤の3種類がある。DVDには「OVER」のMUSIC CLIPとメイキングがそれぞれ収録されている。
- 初回盤には全3種中1種ランダムで生写真が封入されている。
- 収録楽曲の多くで加藤・伊達の本人達が作詞作曲に携わっている。

## 収録曲
1. OVER
作詞/作曲：加藤和樹　編曲：吉田トオル
2. No.1
作詞/作曲/編曲：日比野裕史
3. ROCKING MAN
作詞/作曲：伊達幸志　編曲：吉田トオル
4. Etanal Snow
作詞/作曲：加藤和樹　編曲：吉田トオル
5. Singer
作詞/作曲：伊達幸志　編曲：吉田トオル
6. challenger
作詞：加藤和樹　作曲：加藤和樹/伊達幸志　編曲：吉田トオル
7. FLAY AWAY
作詞：加藤和樹　作曲：DARIA,FUYUKI　編曲：日比野裕史
8. Break The Wall
作詞/作曲：関屋直樹　編曲：篤志/JUNKO
9. Get your virgin
作詞：加藤和樹　作曲/編曲：吉田トオル
10. Rolling Life
作詞：小室哲哉/Leonn　作曲：小室哲哉　編曲：日比野裕史
11. Shout!
作詞：加藤和樹/伊達幸志　作曲：伊達幸志　編曲：吉田トオル